# Iota Capricorni
Désignations
Iota Capricorni (ι Cap, ι Capricorni) est une étoile variable de quatrième magnitude de la constellation du Capricorne. D'après la mesure de sa parallaxe annuelle par le satellite Hipparcos, elle est située à environ 197 années-lumière de la Terre. Elle s'éloigne du Système solaire à une vitesse radiale de +12,3 km/s.

## Propriétés

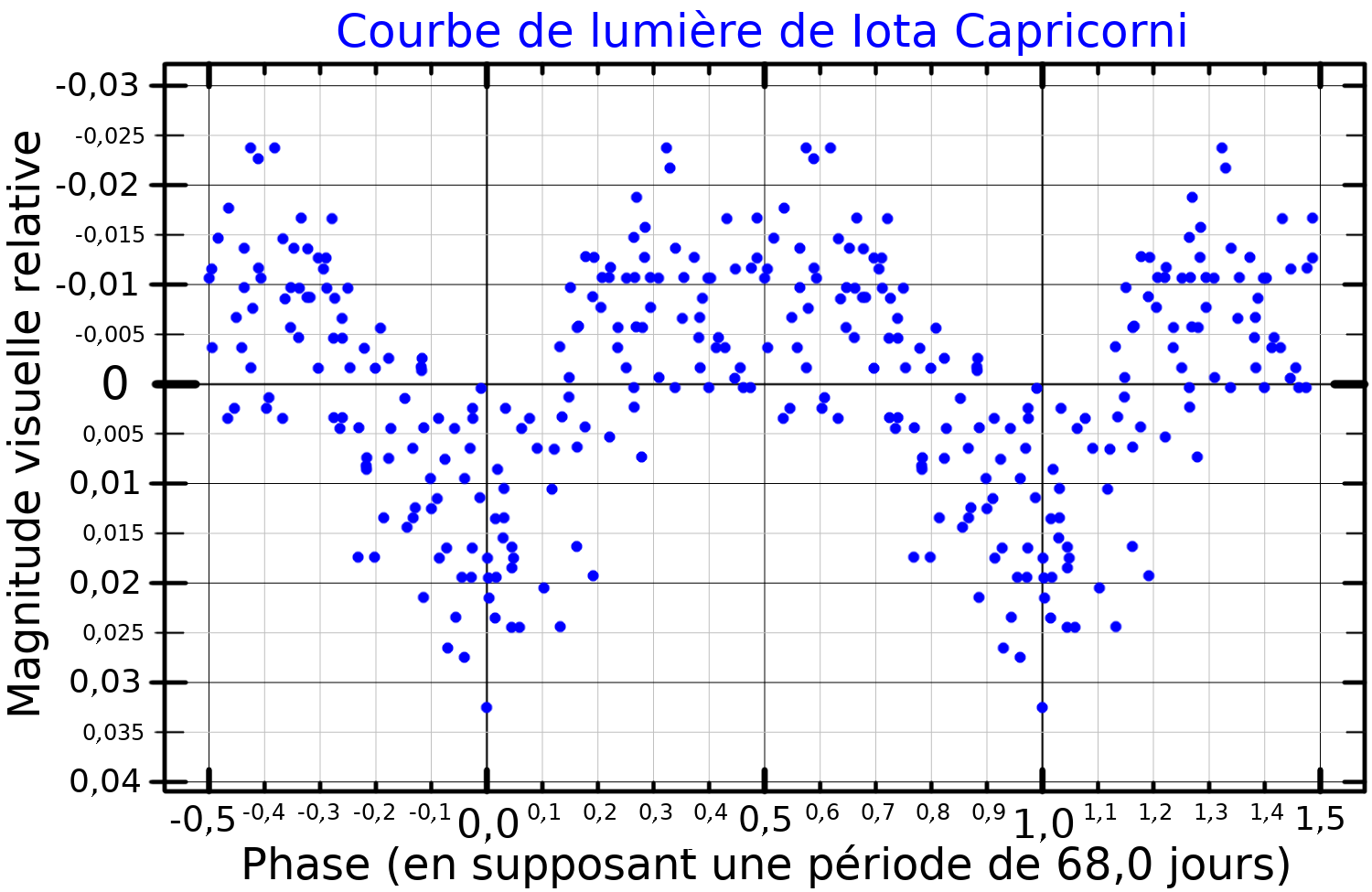
Courbe de lumière en bande visible de Iota Capricorni, adaptée à partir de Henry (1995)

ι Capricorni est une géante jaune de type spectral G7IIIFe-1,5. Elle est classée comme une variable de type BY Draconis avec une variation de luminosité de 0,06 magnitude sur une période de 68 jours.

## Nom chinois
En chinois, 十二國 (Shíer Guó), signifiant « Douze États », fait référence à un astérisme représentant douze anciens États de la Période des Printemps et Automnes et de la Période des Royaumes combattants, constitué de ι Capricorni, φ Capricorni, 38 Capricorni, 35 Capricorni, 36 Capricorni, χ Capricorni, θ Capricorni, 30 Capricorni, 33 Capricorni, ζ Capricorni, 19 Capricorni, 26 Capricorni, 27 Capricorni, 20 Capricorni, η Capricorni et 21 Capricorni. Par conséquent, ι Capricorni elle-même est appelée 代一 (Dài yī, la première étoile de Dai), signifiant que cette étoile (avec 37 Capricorni) représente l'État Dai (ou Tae)(代),.